# Tillandsia pseudomontana
Tillandsia pseudomontana är en gräsväxtart som beskrevs av Wilhelm Weber och Renate Ehlers. Tillandsia pseudomontana ingår i släktet Tillandsia och familjen Bromeliaceae. Inga underarter finns listade i Catalogue of Life.